# Église Saint-Sulpice de Jumet
Vous lisez un « bon article » labellisé en 2013.
Pour les articles homonymes, voir Église Saint-Sulpice.
L'église Saint-Sulpice est une église située à Jumet, section de la ville belge de Charleroi, dans la province de Hainaut, placée sous le vocable de Saint-Sulpice.
Les traces matérielles les plus anciennes d'un édifice religieux à cet endroit datent du Xe siècle. Trois églises précédant la construction actuelle sont identifiées lors de fouilles effectuées en 1967. De style classique, le bâtiment actuel est érigé entre 1750 et 1753 par un architecte anonyme. L'église de brique et pierre calcaire est très homogène. Elle est classée depuis 1949 au patrimoine culturel.

## Contexte historique
L'église, ainsi que Jumet, sont cités en 868 dans le polyptyque de l'abbaye Saint-Pierre de Lobbes,. Elle est donc très ancienne mais peu citée dans les textes. La destruction des archives de l'État à Mons et du diocèse de Tournai au début de la Seconde Guerre mondiale fait probablement disparaître la plupart des documents qui la concernent.
Durant l'Ancien Régime, Jumet fait partie de la principauté de Liège, l'abbé de Lobbes y était seigneur souverain par délégation du Prince-évêque. Cette souveraineté de Liège est cependant contestée par le Hainaut et le Brabant voisins. Au fil du temps, le Brabant s'impose de plus en plus et cela semble répondre au souhait de la population locale. Dès les années 1730, le Brabant agit comme si Jumet était sa possession pleine et entière. Dans les années 1740, la duchesse Marie-Thèrèse d'Autriche et le Conseil souverain de Brabant accordent, à la demande du mayeur et des échevins, des règlements d'administration. Finalement, le 28 juin 1780, le Prince-évêque cède la seigneurie de Jumet qui devient officiellement brabançonne.
Lors de la période française, Jumet fera partie du département de Jemappes qui devient la province de Hainaut après la chute de Napoléon Ier.
Les différentes églises qui précèdent la construction actuelle (leur saint patron demeure inconnu), étaient celles d'une paroisse de l'ancien doyenné de Fleurus du diocèse de Liège. En 1559, lors de l'érection des nouveaux diocèses aux Pays-Bas espagnols, cette paroisse est rattachée au diocèse de Namur, nouvellement créé, puis finalement au diocèse de Tournai lors du concordat de 1801.

## Les fouilles de 1967
En 1967, l'église fait l'objet d'une importante restauration menée par Simon Brigode, architecte et professeur à l'Université de Louvain. Au cours de cette restauration, des fouilles sont exécutées du 16 au 22 août 1967 sous la direction de Luc-Francis Genicot, alors chargé de cours à l'Université de Louvain.

Schéma des fouilles effectuées en août 1967.

Ces fouilles tardives sont effectuées dans un secteur limité mais heureusement significatif, alors que les travaux de restauration ont déjà détruit diverses fondations anciennes.
Mais la construction de l'église actuelle avait déjà profondément modifié les lieux. Le dallage du XVIIIe siècle est plus bas que les précédents. Les substructions anciennes ne sont dès lors conservées qu'à leur niveau le plus bas, près du sol vierge. Lors des fouilles ne fut donc trouvé ni ressaut de fondation, ni sous-pavement, ni départ d'enduit, ni base d'autel. La sépulture affleurait à seulement 19 cm sous le niveau du dallage actuel.
Des travaux réalisés aux XIXe et XXe siècles ont également supprimé des traces anciennes. Un étroit caniveau en briques, destiné aux conduites de l'éclairage au gaz installé au début de la seconde moitié du XIXe siècle, traverse la tranchée B. Un caniveau du début du XXe siècle, creusé à peu près dans l'axe longitudinal de l'église actuelle, a sectionné les fondations anciennes.
Les sondages ont cependant permis de localiser correctement les étapes successives de la croissance du bâtiment.

## Les églises successives
Trois édifices religieux qui ont précédé l'église actuelle sont identifiés lors des fouilles.

Plans superposés des églises 1, 3 et 4.

### Première église
Préroman, le premier édifice était formé par une salle rectangulaire composée d'une nef simple de 4,7 m de largeur et d'une longueur que les fouilles n'ont pas permis de préciser. Il se peut, comme dans les petites églises du haut Moyen Âge, que cette longueur soit du double de la largeur. Il s'agit peut-être de la bâtisse consacrée entre 959 et 971 par Éracle, abbé de Lobbes et évêque de Liège et dont il est question dans la charte d'Éracle.

### Deuxième église

Plans superposés des églises 2 et 3.

Lors des fouilles, on ne retrouve de la deuxième église que les fondations d'un chevet à trois pans irréguliers. Il est impossible de préciser comment l'édifice se développe vers le narthex. On sait cependant que ce côté se termine par une tour car Jehan Camal, curé des lieux, dans un testament daté de 1517, lègue 50 livres pour sa réparation et l'installation d'une cloche. La tour est vraisemblablement celle dont il est encore question au XVIIe siècle et qui sera démolie pour la construction de l'église du XVIIIe siècle. L'importance de ce chœur laisse supposer une construction à trois nefs, peut-être semblable à celle de la troisième église, d'autant qu'un pouillé de 1445 signale un autel dédié à saint Nicolas et un autre de 1518 indique un autel dédié à la Vierge, en plus de l'autel principal.
Relevant la similitude avec le chœur de l'église Saint-Martin de Marcinelle rebâtie à la fin du XVe siècle, Luc-Francis Genicot émet l'hypothèse que ce dernier s'inspire de la formule adoptée plus tôt à Jumet, dans le courant du XIVe siècle peut-être.
Dans ce chœur, on retrouve une sépulture contenant un squelette dans un cercueil en bois de chêne cloué. La présence de tissu brodé et la localisation laissent supposer qu'il s'agit de la tombe d'un prêtre, vraisemblablement du curé de l'endroit.

### Troisième église
Le chœur du troisième édifice remonte selon toute vraisemblance au milieu du XVIIe siècle. Cette église est huit fois plus grande que la première. Le chœur est de plan pentagonal profond de 8,25 m. Il est consolidé de quatre contreforts, ce qui laisse supposer qu'il a été couvert d'une voûte en dur, probablement de conception gothique. La nef, longue de 22 m et d'une largeur estimée à 20 m, est de forme légèrement trapézoïdale et a deux collatéraux. L'ampleur de ces collatéraux permet d'imaginer un édifice de type église-halle, comme il en existait plusieurs en Hainaut depuis les XVe et XVIe siècles.
Contre la façade de l'église se dresse la tour citée précédemment. Elle fait l'objet d'une restauration importante en 1670 et une horloge y est installée en 1681. Ce clocher est probablement de plan carré d'environ 6,4 m de côté. Il est coiffé d'une flèche octogonale effilée, sommé d'une grande croix à fleurons et d'un coq culminant à 38 m du sol.
En 1710, l'état de l'église exige à nouveau de sérieuses réparations et le bailli de Jumet, Jean de Vigneron, demande à l'abbé de Lobbes, gros décimateur, la construction d'une nouvelle église. L'abbaye ne peut faire face aux dépenses. Finalement, à la suite d'un procès, un accord est conclu pour la réparation de l'église incluant le chœur, la tour et le toit de la nef.

### L'église actuelle

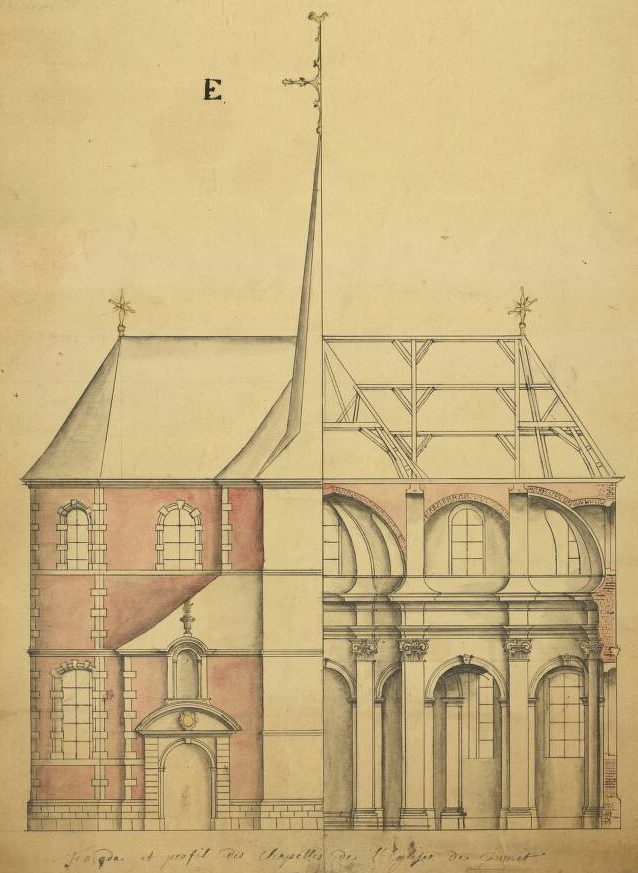
Coupe et élévation originales du XVIIIe siècle avec l'ancienne tour présente (feuille E).

L'église actuelle est construite entre 1750 et 1753 par un architecte anonyme. Les plans originaux sont constitués de cinq feuilles coloriées. Ils sont numérotés de A à E sans ordre logique, probablement après l'achèvement de la construction. La feuille C ne faisait pas partie du premier dossier, mais les cinq dessins sont d'une même main. La feuille E porte au verso des notes où apparaît deux fois le nom de D. De Lados, qui est peut-être celui de l'architecte.
Avant 1750, l'ancienne église est rasée et le terrain aplani pour accueillir l'édifice aux dimensions projetées. Cet aplanissement est probablement à l'origine du fait que l'église actuelle n'est plus exactement orientée, contrairement à l'église primitive dont le chœur était parfaitement tourné vers l'est.

Le plan était ambitieux et démesuré pour la localité de l'époque. Des tiraillements se produisent entre l'architecte et les commanditaires dont l'abbé de Lobbes, Théodulphe Barnabé (abbé de 1728 à 1752). La construction traîne et, malgré le remploi de matériaux anciens dans le socle et les soubassements, son coût est multiplié par cinq par rapport aux prévisions : 

« Nous avons été grandement trompé [sic] pour la rédification de cette église […] car l'édifice de l'église, au lieu de nous coûter un vingt mille florins, nous en coûte au moins un cent mille […] l'architecte nous a trompé [sic] en augmentant la longueur de ladite église de vingt-neuf pieds, et quantité d'autres choses »

— doléances citées par Genicot.
Le plan initial prévoyait la réintégration de la tour ancienne. Un amendement fait définitivement table rase du passé. Le projet de nouvelle tour fait probablement partie de cette « quantité d'autres choses » dont il est question dans les doléances.

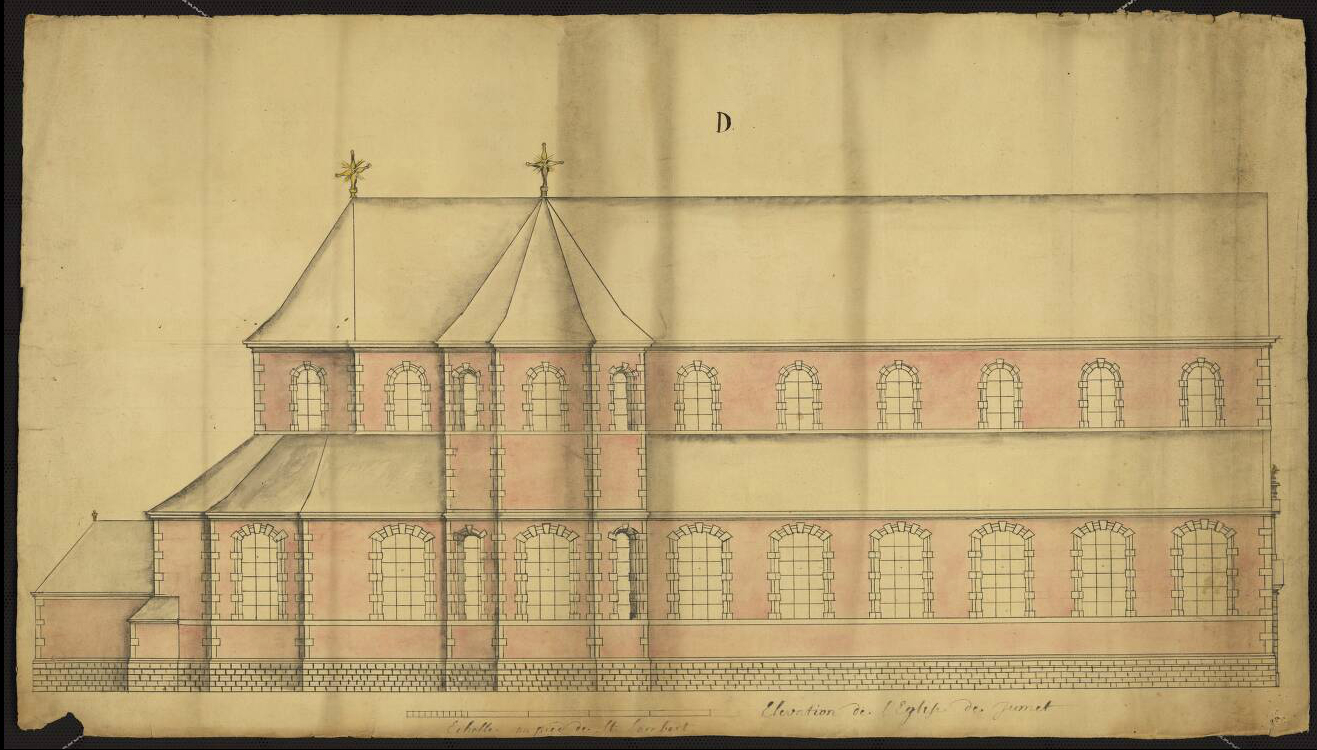
Dessin du XVIIIe siècle de l'élévation du côté nord (feuille D).

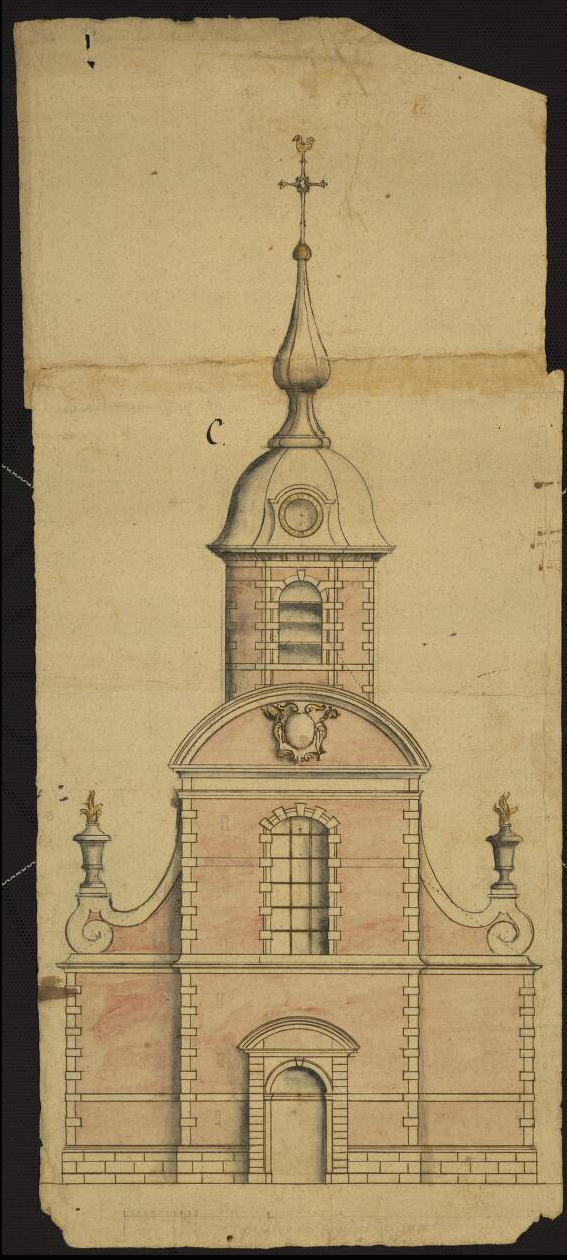
Dessin du XVIIIe siècle d'un nouveau projet de façade (feuille C).

Ce conflit se termine par un procès devant le Conseil souverain de Brabant. L'architecte doit réduire ses prétentions. Il suffit pour s'en rendre compte d'examiner les projets successifs de façades et de comparer la taille des parties hautes réalisées et la taille prévue sur le dessin original de l'élévation. Les travaux se poursuivent cependant, quoiqu'avec retard. L'église est terminée en 1753.
La tour est aménagée pour recevoir trois cloches. Deux cloches sont attestées, il n'y a pas de preuve formelle quant à l'existence d'une troisième.
À l'est, une cloche de 1590 est ornée d'une image de la Vierge et porte l'inscription : « Micael Willelmus coadiutor Lobiensis me fecit - 1590 - Maître Jean Grongnart, fondeur »,
À l'ouest, la seconde cloche était probablement en mauvais état car elle est refondue en 1772, comme l'atteste l'inscription : « + En l'an 1772 j'ai été refondue aux frais de la communauté de Jumet par les Simon Chevresson et Deforest. ».
Il est probable que la Révolution française provoque des dégâts à l'édifice car un budget est alloué par l'administration locale pour la réparation des vitres et du toit en 1797. En 1808, trois nouveaux autels sont construits.
En 1835, l'église subit une restauration importante. Une partie du pavement est remplacée, un nouveau mobilier mis en place, les autels transformés et le maître-autel consacré de nouveau.
Dans le corps en maçonnerie de ce maître-autel, éliminé lors des restaurations de 1968, on découvre un coffret reliquaire en bois fermé d'un couvercle en verre. Il contient deux os tenus par un fil de cuivre. Entre eux, se trouve un document de papier en très mauvais état, quasiment indéchiffrable. Il est daté de 1835 : il est possible que le reliquaire soit plus ancien et qu'il ait été redéposé lors de la consécration du nouvel autel,.
En 1841, on installe un orgue de 20 jeux, œuvre du facteur d'orgues Hippolyte Loret de Bruxelles. L'instrument est agrandi en 1873. Les frères Delmotte de Tournai restaurent l'orgue en 1894. Les travaux consistent à placer une nouvelle console, à changer la mécanique de traction des notes et des registres, à placer une deuxième laye au sommier de grand-orgue et à déplacer le récit. Jules Anneessens dote l'instrument d'un pédalier indépendant au début du XXe siècle.
En 1943, les autorités allemandes d'occupation réquisitionnent les cloches. La cloche de 1590 est déposée et envoyée en Allemagne. Après la guerre, elle est retrouvée et réintègre le clocher,.

## Architecture et mobilier

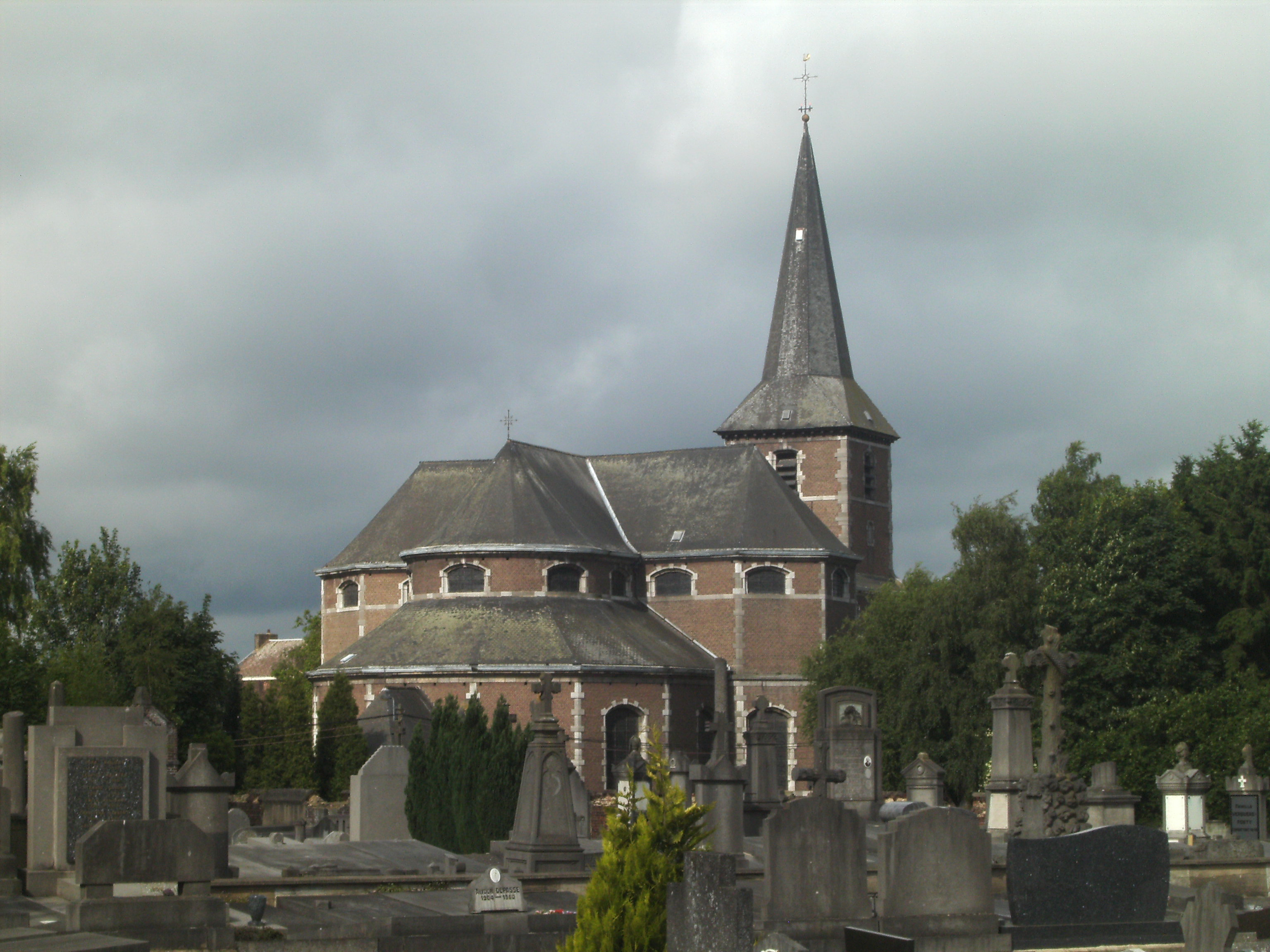
L'église vue depuis le cimetière de Jumet Chef-Lieu (nord-est).

De conception classique, l'église de brique et pierre calcaire est très homogène. Elle est composée d'une nef de six travées flanquée de bas-côtés, d'un transept à trois pans et d'un chœur à déambulatoire polygonal avec sacristie dans l'axe. Le soubassement chanfreiné est en pierre de taille pour la façade, en moellons et grès ailleurs. Tous les angles du bâtiment sont harpés en bossage un-sur-deux.

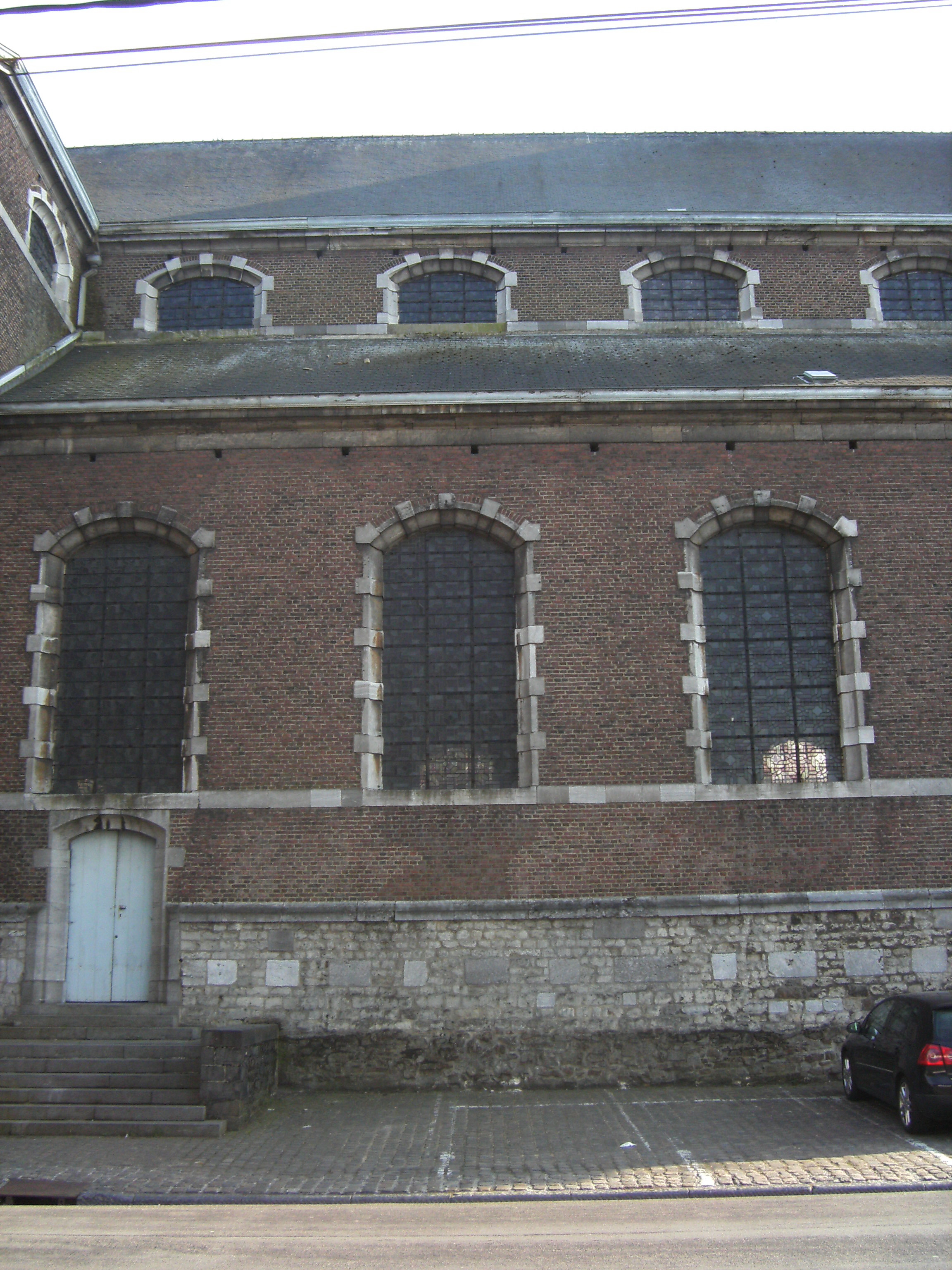
Élévation extérieure des trois premières travées du bas-côté nord.

Les fenêtres, hormis celles de la tour, sont toutes munies d'un encadrement en calcaire creusé d'une gorge recoupée de harpes saillantes, avec un arc cintré et des appuis reliés par un bandeau calcaire ceinturant tout l'édifice. Des demi-fenêtres de conception similaires se trouvent au second niveau en retrait, sous la corniche.
La façade est à deux niveaux avec au-dessus un fronton courbe. Au premier niveau, deux bandeaux se poursuivent au-delà de la partie centrale vers les faces latérales sous les ailerons à volutes placés de part et d'autre du second niveau. Au-dessus du fronton, une tour carrée est composée de deux étages séparés par un bandeau. La tour porte une flèche polygonale sur base pyramidale. Le portail en pierre calcaire est précédé de quelques marches. Il est flanqué de pilastres à refends qui portent un entablement et un fronton courbe. La porte est en plein-cintre.
Une porte secondaire, précédée d'une dizaine de marches, est percée dans la première travée du bas-côté nord.
L'intérieur est très lumineux, peint en blanc et gris. Il est couvert de voûtes en berceau. Les colonnes de la nef sont de style toscan. Les piliers du chœur et du transept sont couronnés de chapiteaux à volutes.
L'église possède un mobilier d'une grande richesse.
Il y a notamment des fonts baptismaux du XIe ou XIIe siècle. Ils se composent d'une cuve en pierre de forme circulaire légèrement évasée flanquée de quatre colonnettes engagées qui s'appuient sur une base. Les colonnettes se terminent par une tête humaine grossièrement taillée. Deux têtes sur quatre sont conservées. Ces têtes traitées de façon archaïque rappellent la plupart des fonts romans du pays : nez droit et à peine dégagé, yeux à fleur de peau, bouche sans expression. Ces détails sont caractéristiques des ateliers romans des XIe et XIIe siècles. La disposition de Jumet se distingue cependant des autres fonts connus par la particularité que les têtes sont directement supportées par les colonnettes. Habituellement, la tête est soutenue en encorbellement par une sorte de console comme c'est le cas, par exemple, à Bastogne, Gerpinnes, Marcinelle (fragment) et Saint-Séverin-en-Condroz.
Le mobilier comporte aussi un autel dédié à Notre-Dame de Tongre et un banc de communion, datant tous deux du XVIIe siècle.

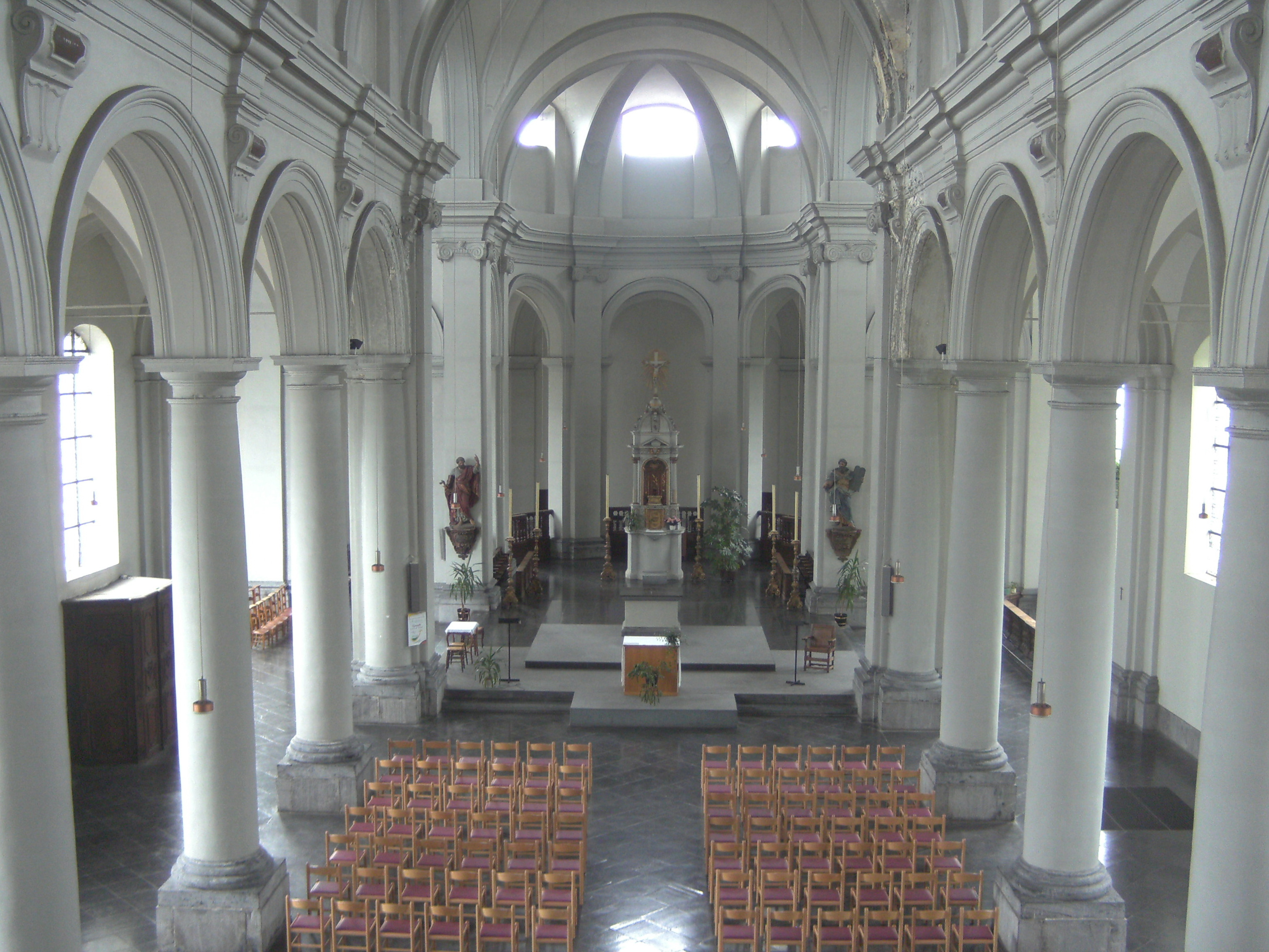
Vue générale depuis le jubé.
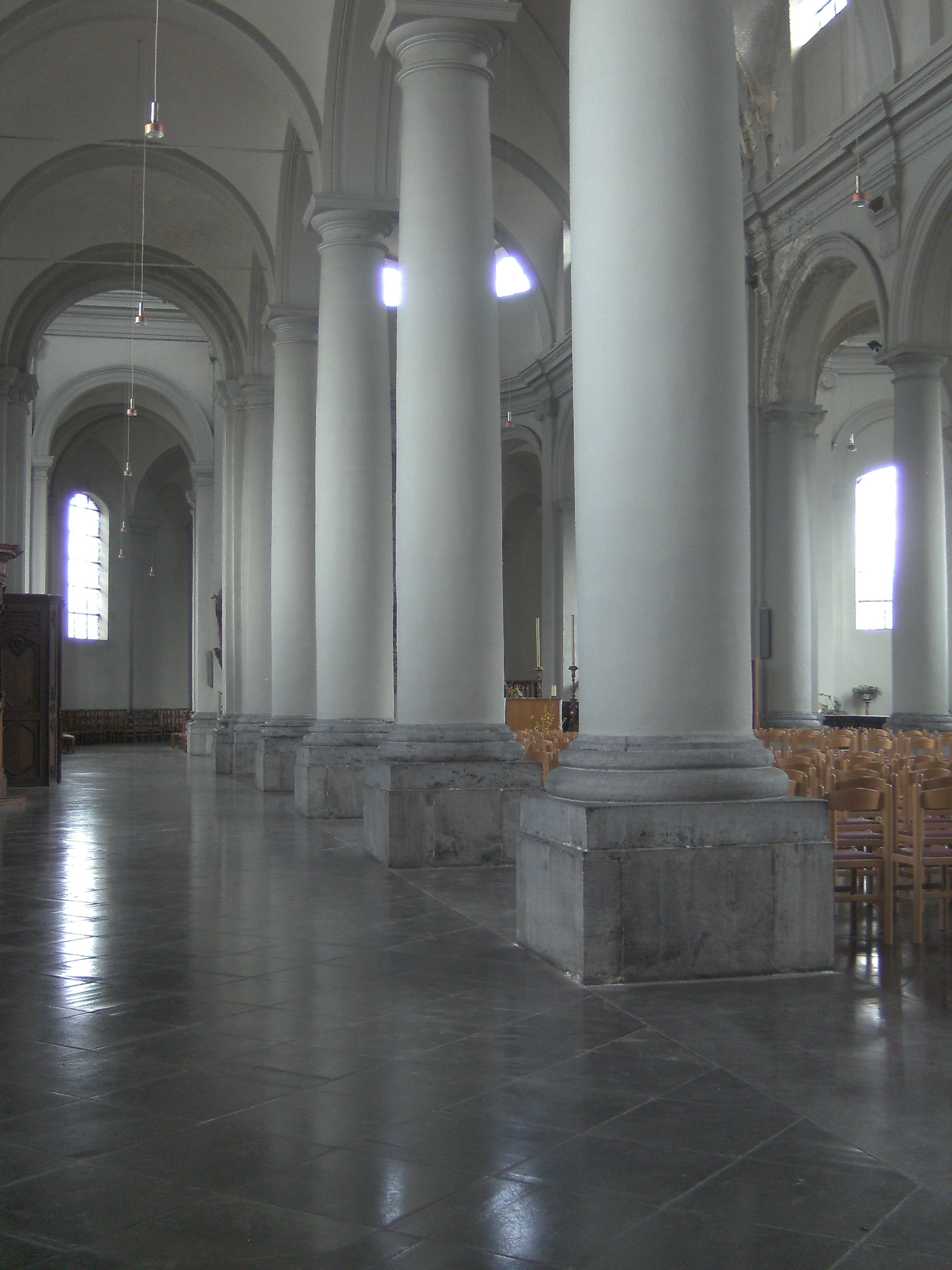
Le bas-côté nord et ses colonnes toscanes, en direction du chœur.
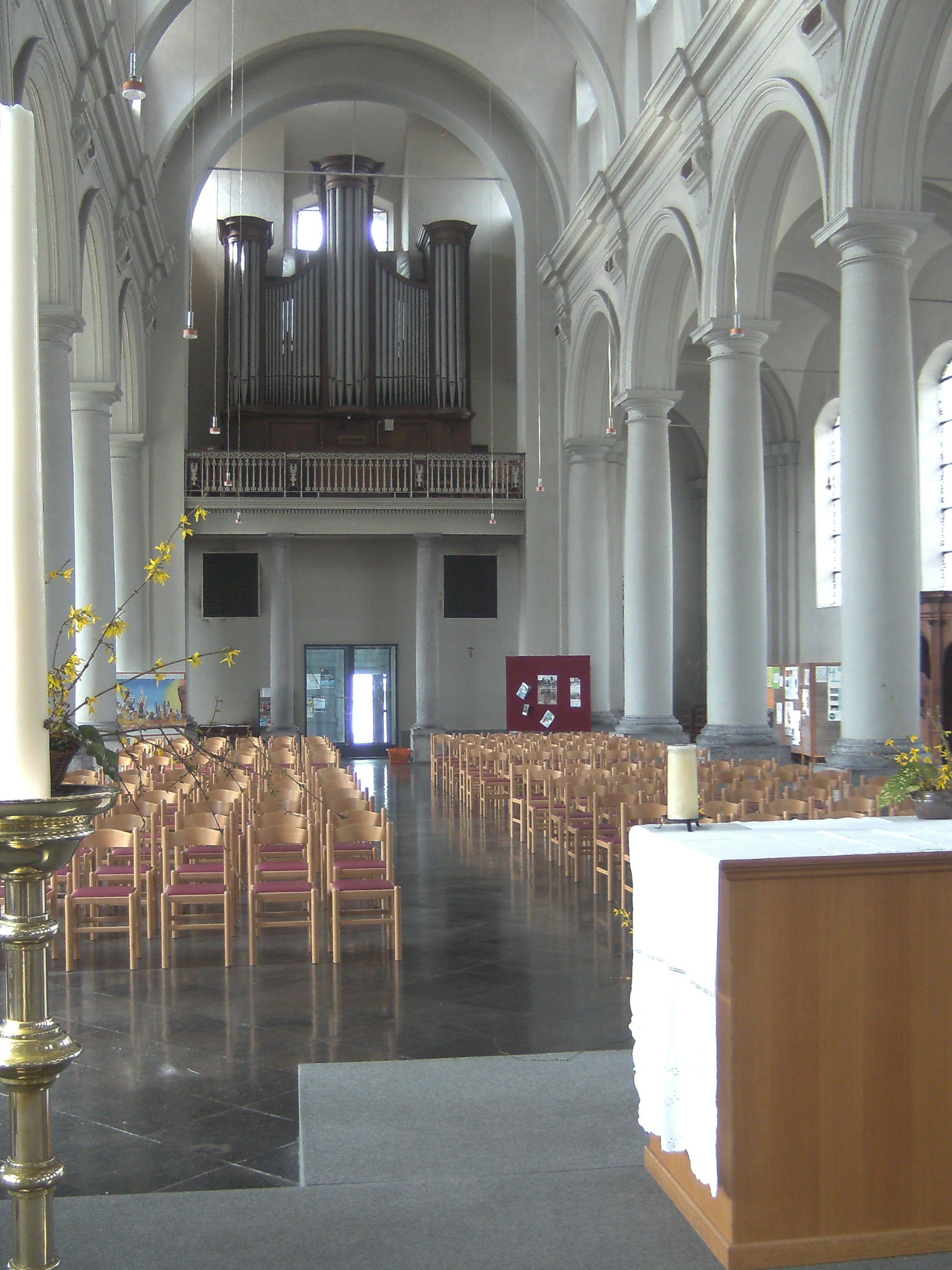
La nef et les orgues, vus du chœur.
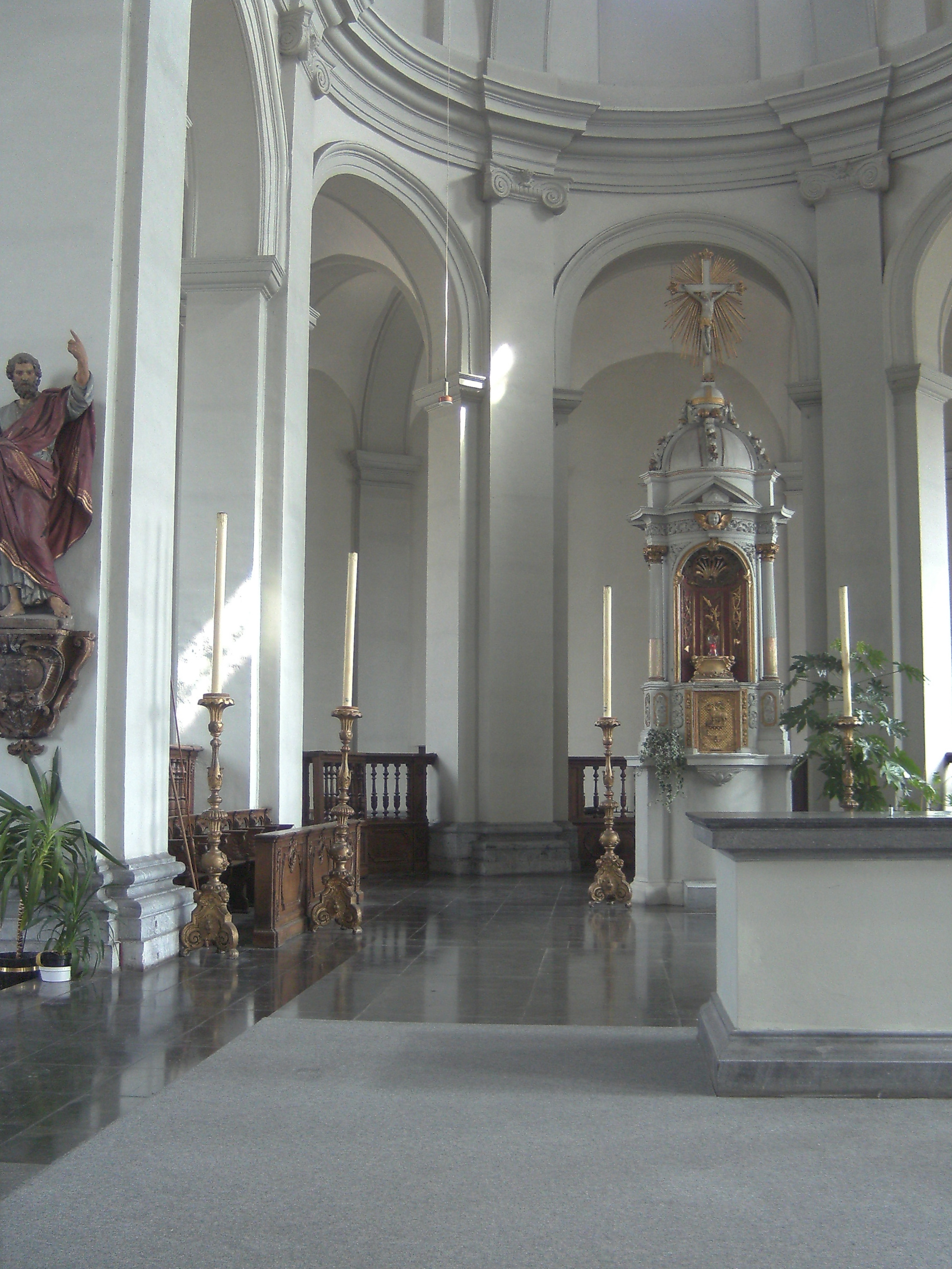
Le chœur avec le déambulatoire, le tabernacle et l'autel.
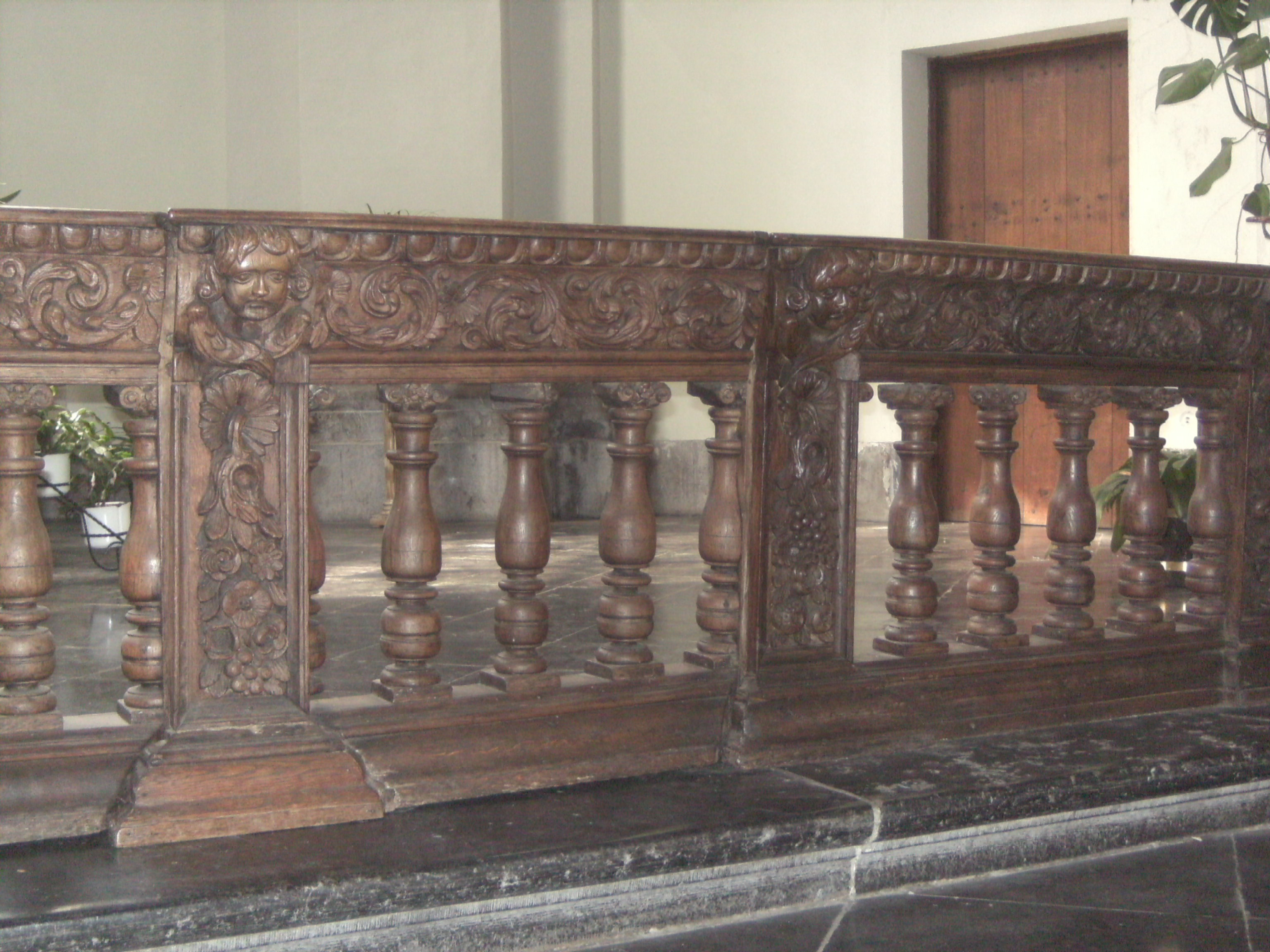
Détail du banc de communion du XVIIe siècle
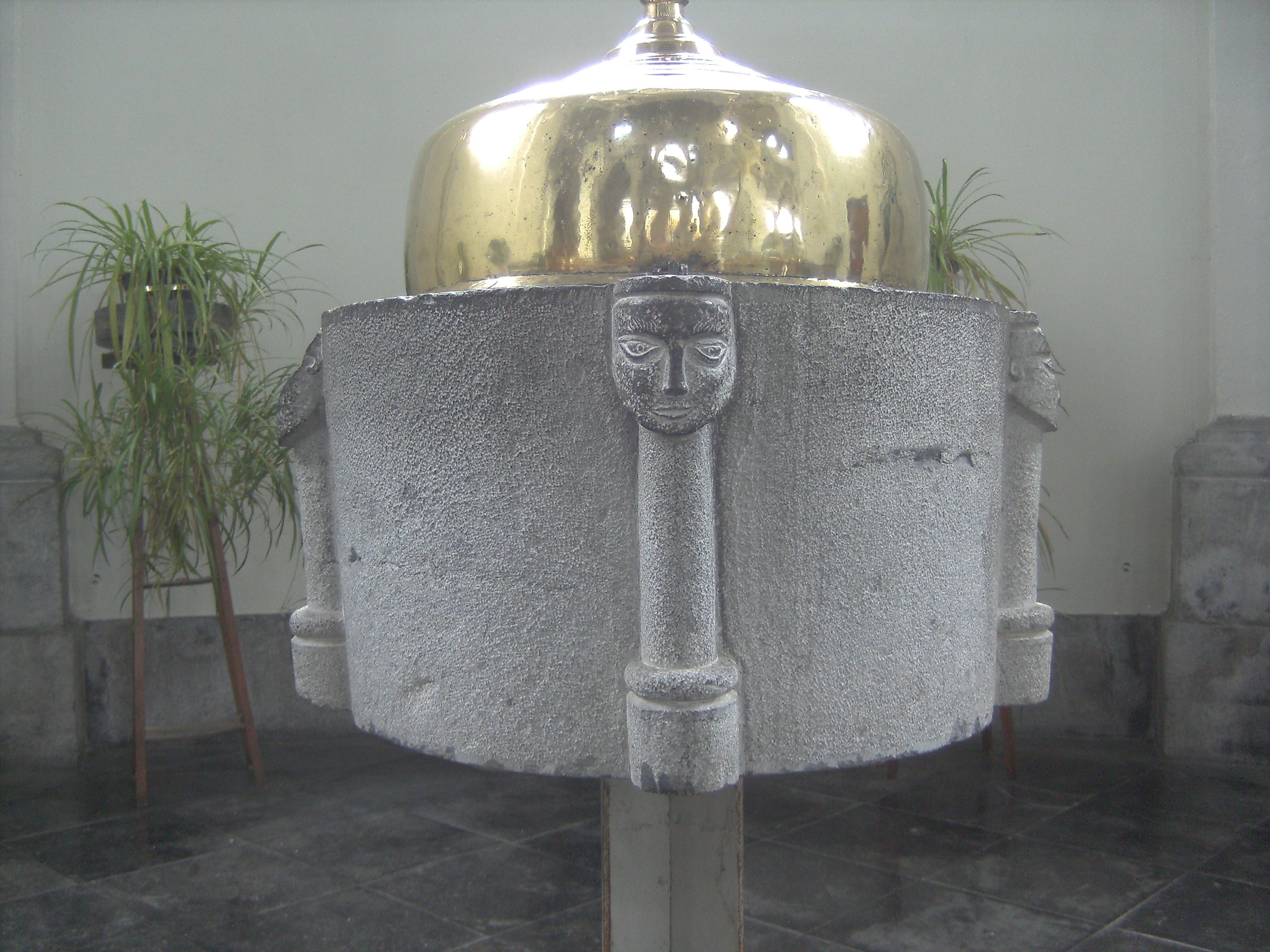
Les fonts baptismaux romans avec quatre têtes sculptées dont deux subsistent encore.